# Pombalinho (Golegã)
Pombalinho ist ein Ort und eine Gemeinde im mittleren Portugal.

## Geschichte
Zu römischer Zeit befand sich hier eine Siedlung.
Im Mittelalter trug die Gemeinde lange den Namen Santa Cruz do Pombal und war seit 1606 eine eigenständige Gemeinde. Seit 1834 wird sie unter der heutigen Bezeichnung geführt.
Im 19. Jahrhundert erlebte der Ort einen bescheidenen Aufschwung. Einige denkmalgeschützte Bürgerhäuser aus der Zeit bestimmen bis heute das Bild des historischen Ortskerns.
Die Gemeinde Pombalinho gehörte zum Kreis Golegã, seit 1902 dann zum Kreis Santarém, und mit der Gemeindereform 2013 wurde sie erneut Golegã angegliedert.

## Verwaltung

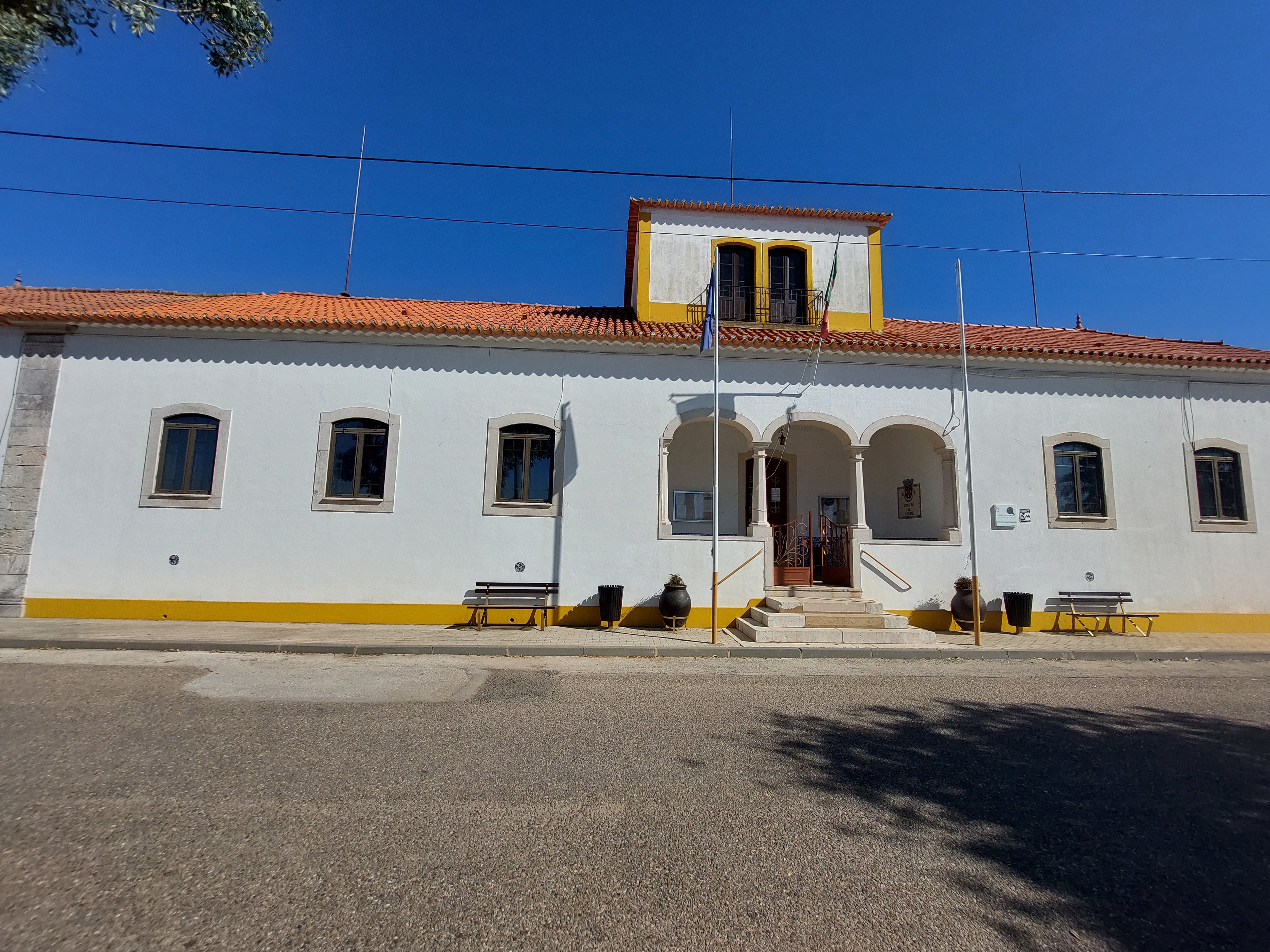
Die Gemeindeverwaltung (Junta de Freguesia) von Pombalinho

Pombalinho ist Sitz einer gleichnamigen (Freguesia) im Kreis (Concelho) von Golegã im Distrikt Santarém. In ihr leben 450 Einwohner auf einer Fläche von 8 km² (Stand 30. Juni 2011).
Die namensgebenden Ortschaft ist der einzige Ort im Gemeindegebiet.
Die Gemeinde gehörte bis zur kommunalen Neuordnung vom 29. September 2013 zum Kreis Santarém.

## Baudenkmäler
Fünf Baudenkmäler sind in der portugiesischen Denkmalliste SIPA eingetragen (Stand Oktober 2024):
- Casa de Gaveto na Rua Domingos Mota: Bürgerhaus aus dem 19. Jahrhundert[5]
- Casa de gaveto na Rua António Eugénio Menezes: Bürgerhaus aus dem 19. Jahrhundert[6]
- Casa na Rua Barão de Almeirim: Bürgerhaus aus dem 20. Jahrhundert[7]
- Igreja Paroquial de Pombalinho, nach ihrem Patrozinium des Heiligen Kreuzes auch Igreja de Santa Cruz: Gemeindekirche aus der ersten Hälfte des 17. Jahrhunderts[8]
- Junta de Freguesia de Pombalinho: 1908 eingeweihtes Gebäude der Gemeindeverwaltung[9]

## Persönlichkeiten
- Manuel da Costa Braz (1934–2019), Armeeoffizier und Politiker, mehrfacher Minister